# Padarovce
Padarovce este o comună slovacă, aflată în districtul Rimavská Sobota din regiunea Banská Bystrica. Localitatea se află la altitudinea de 231 m deasupra n.m., se întinde pe o suprafață de 12,11 km2 și în 2017 număra 180 de locuitori. Se învecinează cu Dražice, Rimavská Sobota și Drienčany.

## Istoric
Localitatea Padarovce este atestată documentar din 1407.

## Demografie
| An:                | 1994 | 2004    | 2014    | 2024    |
| ------------------ | ---- | ------- | ------- | ------- |
| Număr de persoane: | 186  | 158     | 193     | 140     |
| Diferență:         |      | −15,05% | +22,15% | −27,46% |

| An:                | 2023 | 2024   |
| ------------------ | ---- | ------ |
| Număr de persoane: | 136  | 140    |
| Diferență:         |      | +2,94% |